# Alonso Vázquez
Alonso Vázquez (Ocaña o Toledo, 155?-Andújar, Jaén, 15 de mayo de 1615) fue un militar y escritor español.

## Vida militar

### Flandes y Francia
La primera referencia escrita que tenemos de Alonso Vázquez es sirviendo en calidad de soldado en la compañía de don Sancho Martínez de Leiva en Flandes en el año de 1584. Dado que su obra escrita se inicia en 1577, cabe suponer que ya entonces se hallaba en dichas tierras. El propio Sancho de Leiva, había sido nombrado sargento en la compañía que su hermano Alonso trasladó de Nápoles a Flandes en socorro de don Juan de Austria el mismo año de 1577, y a la muerte de éste, sería nombrado capitán. También en 1614, en la dedicatoria de su libro, habla de los 39 años que ha que sirve al rey: desde 1575/76. 
En 1586, todávía en calidad de soldado, sirve en la compañía de don Baltasar de Hortigosa. En 1589 refiere como siendo sargento de la compañía de don Luis de Godoy, y único oficial de la misma, es apresado acusado de provocar un incendio en un alojamiento de soldados de su compañía; hallado el verdadero culpable del suceso, es liberado.
En 1590, siendo alférez de la compañía de don Hernando de Isla, es destinado a Francia con motivo del apoyo que España mantenía a favor de la Liga Católica durante la Octava Guerra de Religión. Sabemos que en abril de 1592 recibe varias heridas: "dos estocazos, un picazo y un arcabuzazo que le rompió el tobillo y la canilla derecha" que requieren su traslado a Bruselas donde mantiene reposo en espera de su recuperación.
Sería capitán de una compañía de piqueros en la Bretaña francesa, y posteriormente capitán de arcabuceros en el tercio de don Juan del Águila, para posteriormente embarcarse.

### Embarcado en las Armadas
En la Armada del Mar Océano, sirve a las órdenes del comendador de Castilla, el capitán general de la Armada don Martín de Padilla, cuyo almirante era Diego Brochero de la Paz y Anaya, participa en el Socorro de Irlanda que atraca en Kinsale en 1601, intención frustrada de apoyar una rebelión contra los gobernantes ingleses de la isla, y mantener un pie español vecino a Inglaterra. 
Posteriormente sirve a las órdenes de don Diego Brochero, en calidad de cabo y gobernador de toda la gente de guerra: o sea, jefe de los tercios embarcados en la armada gobernada por Brochero, aunque supeditado a éste, y se asume, que sin responsabilidad en materia naval, quedando hasta 1608 a sus órdenes.

## Regreso a España
En 1608 regresa a la península. Se le encuentra como entretenido del virrey de Aragón, persona que era mantenida y percibía un sueldo, aún careciendo de oficio, a la espera de encontrarle una plaza - ocupación en la función pública - digna de su persona.
Es nombrado castellano de Jaca, con posterioridad gobernador de la Aljafería de Zaragoza hasta que en 1610 es trasladado a Jaén.

### Sargento Mayor de la Milicia de Jaén
En 1610 recibe el nombramiento de sargento mayor de la Milicia de Jaén; capitán y gobernador, con responsabilidad de la dirección de las tropas y en materia de gobierno militar de los territorios que comprendían la provincia de Jaén. Moriría ejerciendo el cargo el 1 de mayo de 1615 en Andújar.

## Obra Literaria
"Los Sucesos de Flandes y Francia en tiempos de Alexandro Farnese" es una relación cronológica de hechos militares. Escrita en 16 libros, narra, a libro por año, los sucesos comprendidos en dichas regiones desde el año de 1577 hasta el de 1592.
El autor murió sin ver publicada su obra, escrita entre los años de 1610 y 1614 - aunque probablemente iniciara su escritua unos dos años antes, coincidiendo con el regreso del autor a la península. Se sabe que fue publicada ya bajo el reinado de Felipe IV, dada la dedicatoria a dicho rey.

### Lope de Vega
No obstante los párrafos anteriores, el investigador Victorinus Hendriks argumentó en 1977 que Lope de Vega debe haberse fundamentado fuertemente en la crónica de Vázquez para componer su tragicomedia El Asalto de Mastrique por el Príncipe de Parma, publicada en 1614.